# Повернення Джафара
«Повернення Джафара» — американський анімаційний музичний фантастичний фільм 1994 року, створений Walt Disney Pictures and Television. Це перше продовження мультфільму «Аладдін» 1992 року і є зародком подій серіалу «Аладдін» (хоч і вийшов раніше). Випущений 20 травня 1994 року, це був перший анімаційний фільм Діснея, який став першим американським анімаційним фільмом, який вийшов одразу як домашнє відео. Гілберт Готфрід, Джонатан Фріман, Скотт Вайнгер і Лінда Ларкін повторили свої ролі з першого фільму, а до акторського складу приєднаються Джейсон Александер, Вел Беттін, Ліз Каллавей і Ден Кастелланета.
Хоча фільм отримав змішані або негативні відгуки, його було продано 15 мільйонними тиражами касет VHS, зібравши понад US$300 million при бюджеті приблизно в 5 мільйонів доларів, що робить його одним із найбільш продаваних фільмів на домашньому відео.

## Сюжет
Після подій першого фільму пройшов рік. Аладдін і Абу оселилися в палаці Аграби з принцесою Жасмін і її батьком, султаном. Все ще прагнучи пригод, Аладдін перешкоджає злочинній групі на чолі з нерозумним Абісом Малом і повертає вкрадену здобич жителям Аграби. Тим часом у пустелі Яго втікає від лампи Джафара. Втомлений від того, що його не сприймають як належне, Яго відмовляється від вимог Джафара звільнити його. Кидаючи лампу в колодязь, Яго повертається до Аграби, сподіваючись подружитися з Аладдіном і повернутися до палацу. Під час зіткнення з Аладдіном і Абу на цих трьох нападає Абіс Мал і його прихильники; Яго ненавмисно рятує життя Аладдіну. На знак подяки Аладдін тримає Яго на території палацу, обіцяючи поговорити з султаном від імені Яго.
Тим часом Абіс Мал знаходить у колодязі лампу Джафара. Джафар маніпулює Абісом, щоб змарнувати його перші два бажання, а потім заручається його допомогою, щоб помститися Аладдіну. В обмін він виконає йому особливе третє бажання. Абіс Мал погоджується, також бажаючи помститися Аладдіну. Тим часом Джин повертається до палацу після того, як мандрував світом протягом одного року, хоча його сили зменшилися тепер, коли він вільний від лампи. На вечірньому бенкеті султан оголошує Аладдіна новим великим візиром. Абу і Раджа знаходять Яго в саду і переслідують його до бенкету. Аладдін просить султана помилувати Яго, але Жасмін стривожена тим, що Аладдін ніколи не довірявся їй. Султан, однак, залишається непевним, але видає Яго тимчасове помилування з умовою, що Аладдін наглядатиме за ним. Джин і Яго допомагають переконати Жасмін пробачити Аладдіна за те, що він тримав Яго в таємниці, і погоджується дати Яго шанс. Однак Джафар пробирається в палац і змушує Яго обдурити Аладдіна і султана, щоб вони відправилися до водоспаду.
Під час подорожі султан зрештою прощає Аладдіна, але Джафар влаштовує їм засідку, відправляючи Аладдіна у водоспад і захоплюючи Султана, а Жасмін, Джин і Абу спіймав й замкнув у підземеллі. Зрештою Аладдін повертається до Аграби, щоб попередити Разула, але Джафар, видаючи себе за Жасмін, підставляє Аладдіна за нібито вбивство султана і засуджує його до страти. Почуваючись винним у своїй зраді, Яго звільняє Джина, який рятує Аладдіна. Тепер Джафар контролює Аграбу, але Аладдін клянеться зупинити його, і Джин каже, що Джафара можна вбити, знищивши його лампу. Яго вирішує піти, але не раніше, ніж Аладдін подякує йому.
Аладдін і група протистоять Джафару в кімнаті скарбів перед тим, як Абіс Мал встиг побажати йому звільнення. Однак Джафар збиває і Аладіна, і Абіса Мала з вежі і посилає їх мчатися крізь палацові дерева; Абіс Мал кидає лампу Джафара. Аладдіну вдається звільнитися, і група намагається дістати лампу, але Джафар перетворюється в свою форму Джина, виводить Джина з ладу і розбиває килим. Він розколовує сади палацу, утворюючи басейн з лави, і ловить Аладіна в пастку на скелі. Яго повертається і хапає лампу, але Джафар нокаутує його. Незважаючи на поранення, Яго штовхає лампу в лаву, на жах Джафара. Аладдін рятує Яго, коли магія Джафара зникає, знищуючи його назавжди та відновлюючи сади палацу та килим. Всі прощають Яго, і його офіційно приймають до палацу. Аладдін зрештою відкидає пропозицію султана стати візиром, натомість вирішуючи побачити світ з Жасмін, до великого розчарування Яго.
У сцені після титрів Абіс Мал, який все ще звисає з дерева, усвідомлює, що ніколи не загадає свого третього бажання.

## Озвучення
Актори озвучки в оригіналі:
- Гілберт Готфрід у ролі Яго
- Джейсон Александер — Ебіс Мал
- Джонатан Фріман — Джафар
- Скотт Вайнгер в ролі Аладіна
  - Бред Кейн у ролі Аладдіна (пісні)
- Лінда Ларкін — принцеса Жасмін
  - Ліз Каллавей у ролі принцеси Жасмін (пісні)
- Ден Кастелланета в ролі Джина
- Френк Велкер — Абу і Раджа
- Валь Беттін в ролі султана
- Джим Каммінгс у ролі Разула

## Виробництво
Після успіху «Русалоньки» (1989) Walt Disney Television Animation випустила однойменний анімаційний серіал, який транслювався на CBS. У той же час The Disney Afternoon здобув успіх із такими телесеріалами, як Качині історії та Чіп і Дейл — бурундучки-рятівнички. Перед виходом у прокат «Аладдін 2: Повернення Джафара» Дісней доручив Теду Стоунзу та Алану Заслову створити анімаційний серіал про Аладдіна, який забезпечив би перехід з фільму в телесеріал.
Задумуючи продовження, Стоунз був захоплений персонажем Яго, коментуючи, що «я сказав: „Я хочу, щоб папуга був там“, але він потрапив у лампу (в кінці першого мультфільму про Аладдіна), тому ми придумали історію про те, як він вибрався і опинився з Аладдіном». Як і в той час у півгодинних анімаційних телесеріалах, Disney спочатку планував розпочати серіал із годинного телевізійного випуску, але Стоунз запропонував замість цього випустити фільм на домашньому відео. Ідея спочатку зустріла деякий опір з боку тодішніх президента Disney Feature Animation Пітера Шнайдера та генерального директора Disney Майкла Айснера, які вважали, що це здешевить бренд Disney. Зрештою, макетувальник Пол Фелікс задумав початок фільму (коли банда злодіїв увійшла в печеру), який потім був анімований в Disney Animation Australia. Вражений щоденними анімаційними виданнями, тодішній голова Disney Джеффрі Катценберг дозволив анімувати першу половину в Австралії, а кульмінаційний момент — в Японії.
Через широко розголошену гірку сварку через використання свого голосу в маркетинговій кампанії для Аладдіна, Робін Вільямс відмовився повторити роль Джина, і замість нього був Ден Кастелланета (найвідомішим за озвучування Гомера Сімпсона). Стоунз також стверджував, що Вільямс брав участь у виборі Кастелланети, щоб озвучити Джина. Це також була перша повнометражна постановка про Аладіна без оригінального голосу Султана Дугласа Сіла. Його замінив Вел Беттін, який раніше працював з Disney над фільмом "Великий мишачий детектив «і який повторив свою роль у мультсеріалі та наступному мультфільмі франшизи „Аладдін і король злодіїв“.

## Пісні
| #  | Назва                                        | Виконавець                                  | Тривалість |
| -- | -------------------------------------------- | ------------------------------------------- | ---------- |
| 1. | «Arabian Nights»                             | Brian Hannan                                |            |
| 2. | «I'm Looking Out for Me»                     | Gilbert Gottfried                           |            |
| 3. | «Nothing in the World (Quite Like a Friend)» | Dan Castellaneta, Brad Kane & Liz Callaway  |            |
| 4. | «Forget About Love»                          | Gilbert Gottfried, Brad Kane & Liz Callaway |            |
| 5. | «You're Only Second Rate»                    | Jonathan Freeman                            |            |

## Реліз
Замість того, щоб фільм був випущений у кінотеатрах, Стів Фельдштейн, директор зі зв'язків з громадськістю відділу домашнього відео Disney, заявив, що рішення випустити фільм „Повернення Джафара“ на домашнє відео було пов'язано з обмеженим часом, стверджуючи, що „врозмістити мультфільм у кінотеатрах“ зайняло б до п'яти років», а оприлюднення його на домашньому відео займе «менше двох років». На додаток до цього, Фельдштейн підтвердив, що фінансування також розглядається, оскільки створення функції прямого перегляду відео буде «меншим у виробництві, ніж першої частини». Аналогічно, через розширення ринку відео, Disney стверджував, що попит на Аладіна та інших персонажів з боку театральної та відеоаудиторії був ще однією причиною для швидкого продовження.

## Домашнє відео
«Повернення Джафара» вперше було випущено на VHS у Сполучених Штатах 20 травня 1994 року, ставши першою серією колекції Walt Disney Home Video. За перші два дні було продано понад 1,5 мільйона копій VHS;  менше ніж за тиждень було продано понад 4,6 мільйона копій VHS. У Сполучених Штатах було продано понад десять мільйонів копій, що потрапило в топ -15 найбільш продаваних відео всіх часів (на той час), отримавши 150 мільйонів доларів прибутку. У підсумку фільм було продано 15 тиражами мільйонів одиниць і зібрано близько 300 мільйонів доларів у всьому світі. Успіх сиквела усунув те, що Los Angeles Times описала як «клеймо низької якості» від прямого перегляду відео, і змусив Disney, Universal Pictures та інші студії випустити більше фільмів для прямого домашнього відео.
Спочатку випущений на VHS того ж року, «Повернення Джафара» пізніше було перевидано на DVD та VHS спеціального видання (з додаванням до назви «Аладдін») 18 січня 2005 року, в той же день, коли його пряме продовження «Аладдін і король злодіїв», також отримав перевидання, з цифрово відновленим зображенням і оновленим звуком. DVD Special Edition разом з двома іншими фільмами серії були накладені на мораторій ("поміщені назад у сховище Діснея ") 31 січня 2008 року у Сполучених Штатах та 4 лютого 2008 року у Великобританії. «Повернення Джафара» разом з Аладдіном і королем злодіїв був випущений на Blu-ray/DVD/Digital HD Combo Pack 5 січня 2016 року як ексклюзивний Disney Movie Club в Північній Америці.

## Прийом
На вебсайті оглядів Rotten Tomatoes фільм має загальний рейтинг схвалення 33 % на основі зібраних 12 рецензій із середньозваженою оцінкою 3,91/10.
Незважаючи на здебільшого негативний прийом, у телевізійній програмі Siskel & Ebert фільм отримав «два пальці вгору» від Джина Сіскела та Роджера Еберта. Для Entertainment Weekly, Стів Дейлі оцінив продовження на C−, критикуючи його як «підробку», яка «носить лейбл Disney і коштує приблизно стільки ж, скільки стрічка з Аладдіном, але з першого різкого кадру ясно, що в той же час, турботи та творчості у цьому не має».

## Адаптації

### Комікс
Коли Disney публікував власні комікси в середині 90-х, вони випустили комікс про Аладдіна з двох випусків, який представляв альтернативну версію «Повернення Джафара». Він отримав назву «Повернення Аладіна». Комікс вводить Торговець з першого фільму.
Історія починається з того, що Аладдін особливо нудьгував від палацового життя. Тим часом Джафар втік із Печери Чудес. Яго отримав завдання знайти належного господаря, яким Джафар би маніпулював. Їхній пошук здається безнадійним, оскільки деякі люди можуть насолоджуватися всіма трьома бажаннями або зіпсуватися. Вони знаходять когось, хто буде використовувати лампу, відомий як Ізабелла, майстер-чарівник. Ізабелла зовні схожа на Джафара (за винятком того, що його одяг зелений). Його перше бажання — повернутися до палацу Аграба, а друге бажання полягало в тому, щоб армія солдатів переслідувала Аладіна і Жасмін, коли вони помітили присутність Джафара. Його переконують використати своє третє бажання, щоб знову заманити Джафара та Яго в лампу, відправивши їх назад до печери. На переконання Джина султан наймає Ізабеллу на постійну роботу в палаці. Кінець історії показує, що купець має чорну лампу, подібну до лампи Джафара, але він стверджує, що вона нічого не варта.

### Відеогра
Сюжет фільму широко використовується в Аграбі, одному зі світів у Kingdom Hearts II, де також з'являється Торговець з першого фільму. Як і у фільмі, Яго втікає від Джафара і робить усе можливе для Аладіна, Жасмін, Сору, Дональда і Гуфі, хоча Джафар примушує його допомогти йому помститися, майже зіпсувавши дружбу Яго з Аладдіном і Сорою, але він спокутує себе завдавши удару для Аладдіна, який майже забрав його життя. Торговець перший натрапляє на лампу Джафара, але продає її Аладдіну, Сорі, Дональду та Гуфі за рідкісний артефакт у Печері Чудес. Незважаючи на те, що Аладдін запечатав лампу в підземеллі палацу, жадібний Торговець вривається в підземелля і звільняє Джафара, вивільняючи свою лють на Аграбу, поки його не перемагають Сора та компанія. Доля Торговця залишається неоднозначною. Це було перше продовження Діснея, сюжет якого адаптований до рівня серіалу Kingdom Hearts, за яким потім послідувала сітка, яка стала адаптацією Tron Legacy, а Карибське море стало одним із Піратів Карибського моря: На краю світу.
Крім того, є м'який натяк на битву з босом Аграби в Kingdom Hearts. Сора повинен битися з Джафаром у формі Джина, оточений лавовою ямою з підвищенням і опусканням рівнів, в той час як Яго літає вище з лампою Джафара. На здоров'я Джафара впливає лише удар лампою. Цей бій також відбувається у другій грі Kingdom Hearts: Chain of Memories та її римейку для PlayStation 2. В обох версіях Chain of Memories боротьба з босом пов'язана з тим, що більшість гри є ілюзіями, створеними зі спогадів Сори. Другий ігровий персонаж, Ріку, також бореться з босом у своєму режимі. Битва знову відвідується в Kingdom Hearts Coded і Kingdom Hearts Re:coded.

## Подальші дії
Після фільму з'явився телесеріал під назвою Аладдін, який став загальною третьою частиною франшизи, і ще одне продовження знову на домашньому відео «Аладдін і король злодіїв», яке вийшло у 1996 році. Пізніше франшиза була повторно відвідана в «Геркулес і Аравійська ніч», кросовер-епізоді з Геркулесом, і в Disney Princess Enchanted Tales: Follow Your Dreams.